# Уваров Василь Тимофійович
Васи́ль Тимофі́йович Ува́ров (нар. 1919 — пом. 1943) — радянський військовик часів Другої світової війни, командир вогневого взводу 1180-го винищувального протитанкового артилерійського полку 13-ї окремої винищувальної протитанкової артилерійської бригади (2-а танкова армія), молодший лейтенант. Герой Радянського Союзу (1943).

## Життєпис
Народився 9 січня 1919 року в селі Міловій, нині Балаклійського району Харківської області, в селянській родині. Українець. Закінчив 7 класів і школу ФЗУ. У 1936 році переїхав на Донбас. Працював на будівництві шахти у м. Сталіно, а згодом — токар на арматурно-ізоляторному заводі у м. Слов'янську Сталінської області.
До лав РСЧА призваний у 1938 році Слов'янським МВК. Військову службу проходив в артилерійській частині Сибірського військового округу. Закінчив полкову школу молодших командирів. Командував обслугою, з 1940 року — помічник командира вогневого взводу.
Учасник німецько-радянської війни з липня 1942 року. Воював на Південно-Західному, Сталінградському, Донському і Центральному фронтах. Брав участь у Сталінградській битві.
16 березня 1943 року артилерійський взвод під командуванням старшини В. Т. Уварова підтримував наступ 162-ї стрілецької дивізії у районі населених пунктів Золоте Дно і Новий Світ. Після масованого авіаналету супротивник пішов у наступ значними силами піхоти при підтримці 14 танків і, прорвавши першу лінію радянської оборони, вийшов на бойові позиції взводу В. Т. Уварова. Артилерісти влучним вогнем підбили 4 ворожих танки, частково знищили і розсіяли його піхоту. Це дало змогу радянській піхоті перейти у контрнаступ і зайняти вигідні позиції. Коли супротивник удруге пішов у атаку, обслуга єдиної вцілілої гармати взводу В. Т. Уварова влучним вогнем підбила ще 4 ворожих танки.
9 липня 1943 року в районі залізничної станції Понирі Курської області супротивник здійснив до 8 танкових атак при підтримці піхоти на позиції взводу молодшого лейтенанта В. Т. Уварова, але всі вони були відбиті зі значними для ворога втратами. У цей день артилеристи В. Т. Уварова підбили 4 танки Panzer VI Tiger і 4 середніх танки, а також до двох рот піхоти. Після знищення танків молодший лейтенант В. Т. Уваров підняв і повів своїх артилеристів у атаку на ворожих автоматників. У рукопашному бою особисто знищив до 10 солдатів супротивника, але й сам загинув.
Похований у братській могилі в селі Березовець Понирівського району Курської області Росії.

## Нагороди
Указом Президії Верховної Ради СРСР від 24 грудня 1943 року за зразкове виконання бойових завдань командування на фронті боротьби з німецько-фашистськими загарбниками та виявлені при цьому відвагу і героїзм, молодшому лейтенантові Уварову Василю Тимофійовичу присвоєне звання Героя Радянського Союзу (посмертно).
Нагороджений орденами Леніна (24.12.1943) і Вітчизняної війни 1-го ступеня (02.05.1943).

## Пам'ять
Ім'ям Василя Уварова названо одну з вулиць міста Слов'янська Донецької області.